# Tomáš Pšenička
Tomáš Pšenička (* 18. října 1998 Praha) je český lední hokejista hrající za klub SK Horácká Slavia Třebíč v Chance lize na postu středního útočníka.

## Život
S ledním hokejem začínal Pšenička v pražské Spartě. Za ni nastupoval v mládežnických a juniorských výběrech. V průběhu sezóny 2015/2016 odešel do severní Ameriky,konkrétně do kanadského celku Stanstead College hrajícího CAHS a posléze Midwest Prep Hockey League (MPHL). Následující ročník (2016/2017) strávil v dresu New Jersey Hitmen, jenž hrál United States Premier Hockey League. Po sezóně se vrátil zpět do Evropy a stal se součástí juniorského výběru pražské Sparty. Během sezóny zasáhl i do deseti utkání mužského výběru tohoto celku a navíc dalších třináct utkání hostoval v ústeckém Slovanu. V ročníku 2018/2019 nastupoval jak za muže Sparty, tak hostoval v Ústí nad Labem a rovněž také v celku prostějovských Jestřábů. Během sezóny 2019/2020 hrál za Spartu, jíž je stále kmenovým hráčem, a na hostování i za Slovan Ústí nad Labem, ve které zahájil také sezónu 2020/2021. Na začátku roku 2021 projevila o hráčovy služby pražská Slavia a pšenička se rozhodl přání vyslyšet. Dobrovolně proto rozvázal smlouvu v Ústí nad Labem a přešel hostovat do konce sezóny do Slavie. Od sezóny 2022/2023 hostoval v klubu Hc Děčín, roku 2023 přestoupil do prvou ligové Třebíče.